# Jennifer Kaido
Jennifer Kaido (ur. 14 marca 1981 w Glendale) – amerykańska wioślarka.

## Osiągnięcia
- Mistrzostwa Świata – Eton 2006 – czwórka podwójna – 5. miejsce[1].
- Mistrzostwa Świata – Monachium 2007 – dwójka podwójna – 8. miejsce[1].
- Igrzyska Olimpijskie – Pekin 2008 – czwórka podwójna – 5. miejsce[1].